# Grzegorz Niedźwiedzki
Grzegorz Niedźwiedzki, född 1 september 1980 i Bychawa, är en polsk biolog, paleontolog och upptäcktsresande.  
Niedźwiedzki tog examen vid Geological Technical School i Kielce. 2001–2007  studerade han geologi och biologi vid universitetet i Warszawa. 2007 skrev han  magisteruppsats i biologi om paleoekologisk analys av det tidiga jura ekosystemet från Sołtyków i Świętokrzyskie-bergen. Niedźwiedzki var medarbetare till Tomasz Sulej och Jerzy Dzik, i utgrävningar i Lipie Śląski nära Borkowice, där de första polska dinosaurierna upptäcktes 2006.  År 2013 disputerade Niedźwiedzki vid institutionen för paleobiologi och evolution vid Warszawas universitet.
År 2000 fick han ett specialpris av Royal Geographical Society från London, ett stipendium för unga forskare finansierat av Foundation for Polish Science.
2010 publicerade tidningen Nature en artikel om upptäckten av devoniska Tetrapod-spår från Zachełmie, som visade sig vara 18 miljoner år äldre än de kända fossilen från de första tetrapoderna.  Niedźwiedzki gjorde upptäckten tillsammans med Piotr Szrek från det polska geologiska institutet. Upptäckten bidrog till utvecklingen av världens paleontologi. 
Till hans ära fick arten av en nyupptäckt insekt namnet Chauliodites niedzwiedzkii.   Sedan 2016 är han forskare vid Uppsala universitet. 
Vid utgrävningar 2018-2022, i trakterna strax norr om Billesholm, i Norra Alberts nerlagda gruva, ledde Niedźwiedzki arbetet och upptäckte ett av de i Sverige unika fynden av fossil från dinosaurier.   
 